# NGC 6040A
NGC 6040A is een balkspiraalstelsel in het sterrenbeeld Hercules. Het hemelobject werd op 27 juni 1870 ontdekt door de Franse astronoom Édouard Jean-Marie Stephan.

## Synoniemen
- UGC 10165
- MCG 3-41-74
- ZWG 108.96
- DRCG 34-67
- Arp 122
- VV 212
- PGC 56932